# Cuphea lanceolata
Cuphea lanceolata är en fackelblomsväxtart som beskrevs av Jonas Dryander och William Aiton. Enligt Catalogue of Life ingår Cuphea lanceolata i släktet blossblommor och familjen fackelblomsväxter, men enligt Dyntaxa är tillhörigheten istället släktet blossblommor och familjen fackelblomsväxter. Arten förekommer tillfälligt i Sverige, men reproducerar sig inte. Inga underarter finns listade i Catalogue of Life.

## Bildgalleri

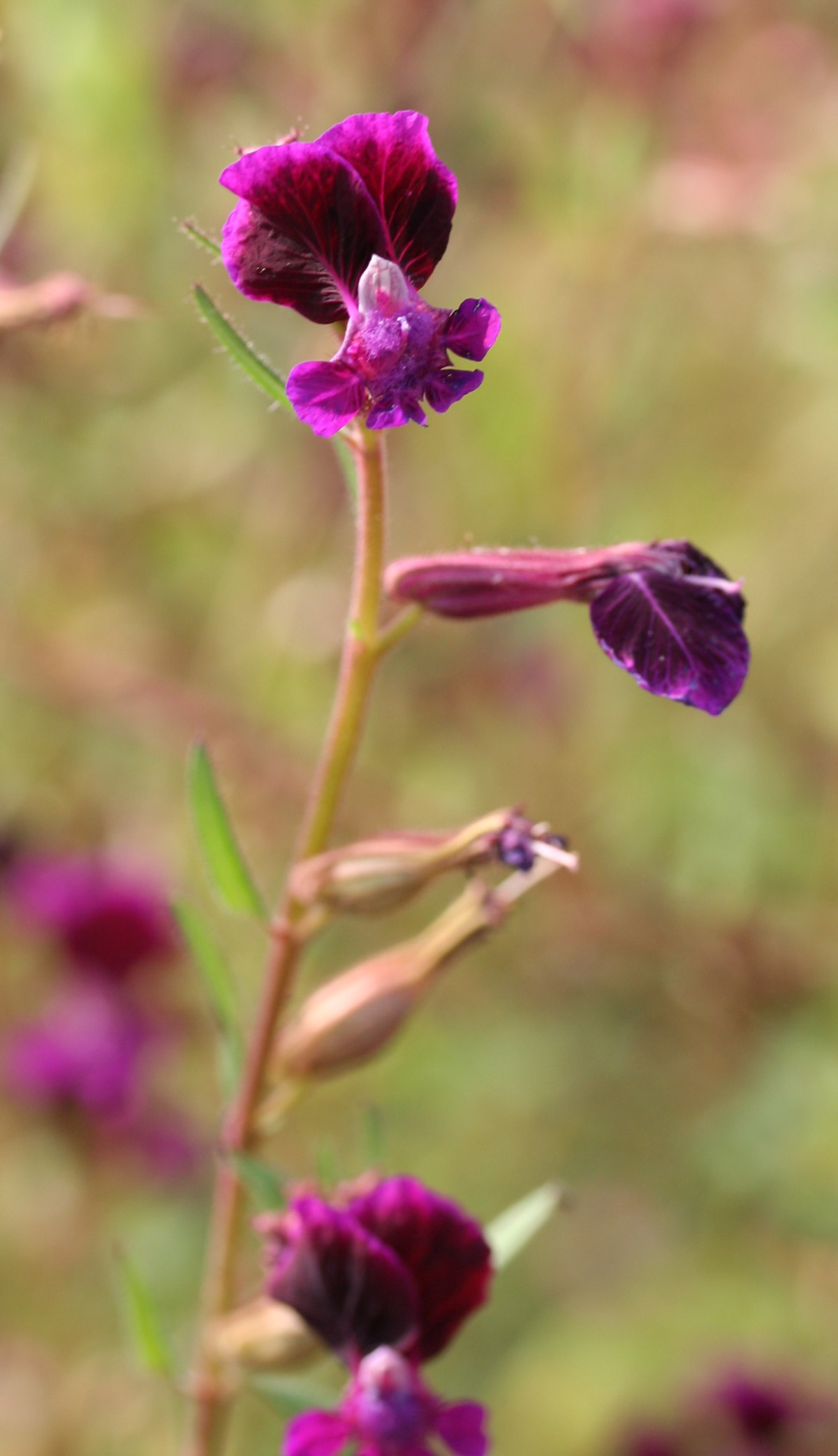
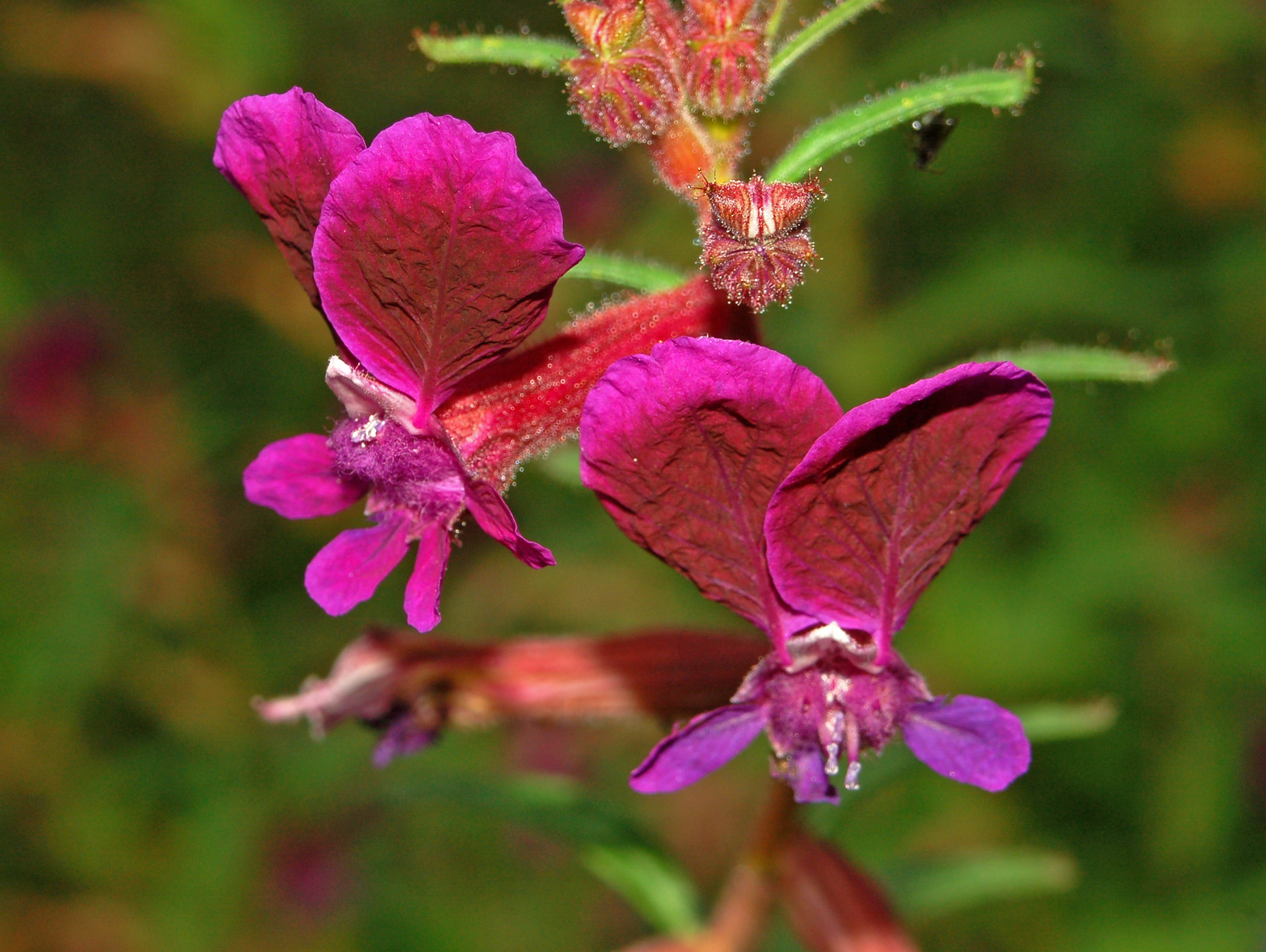
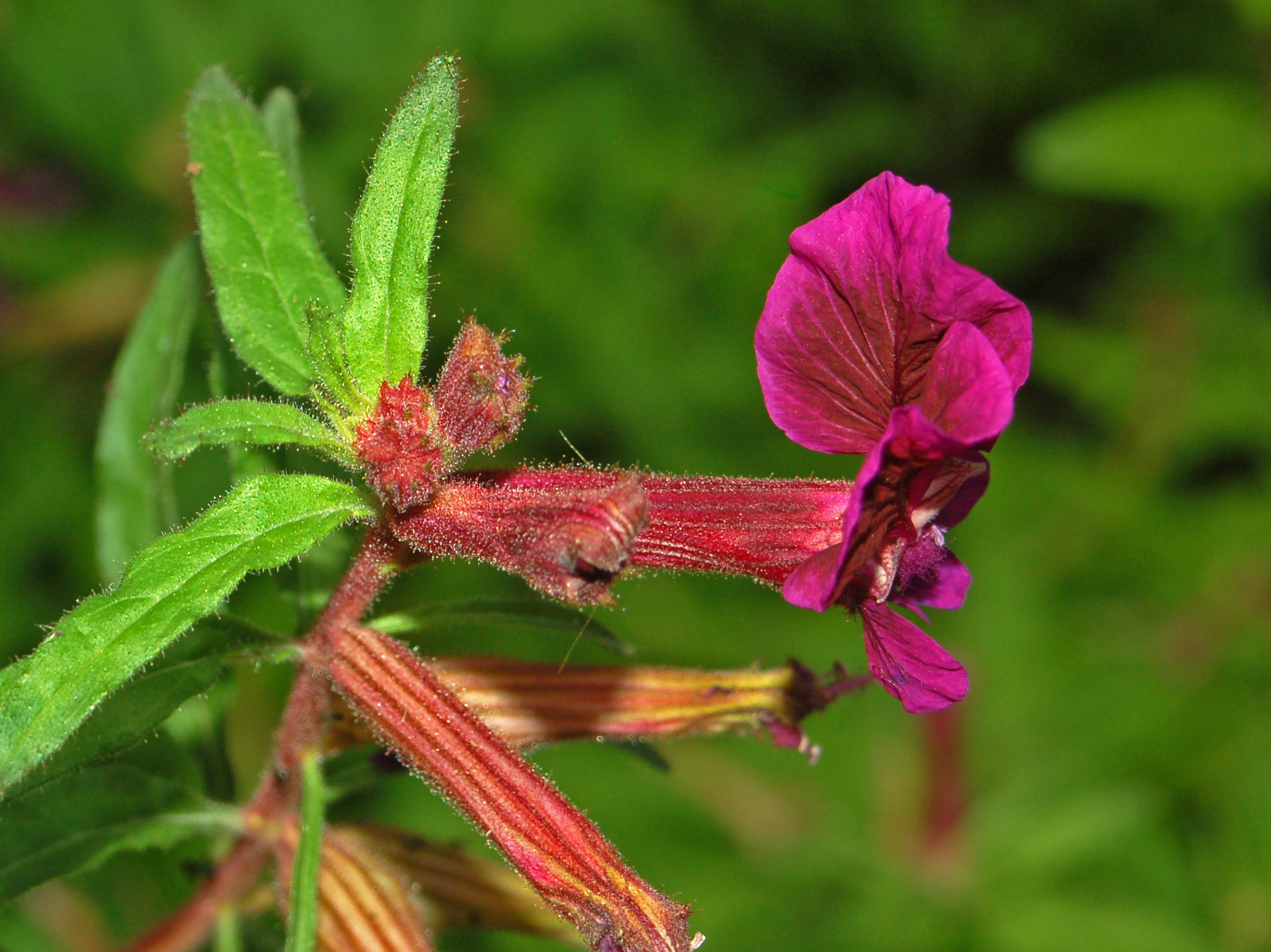
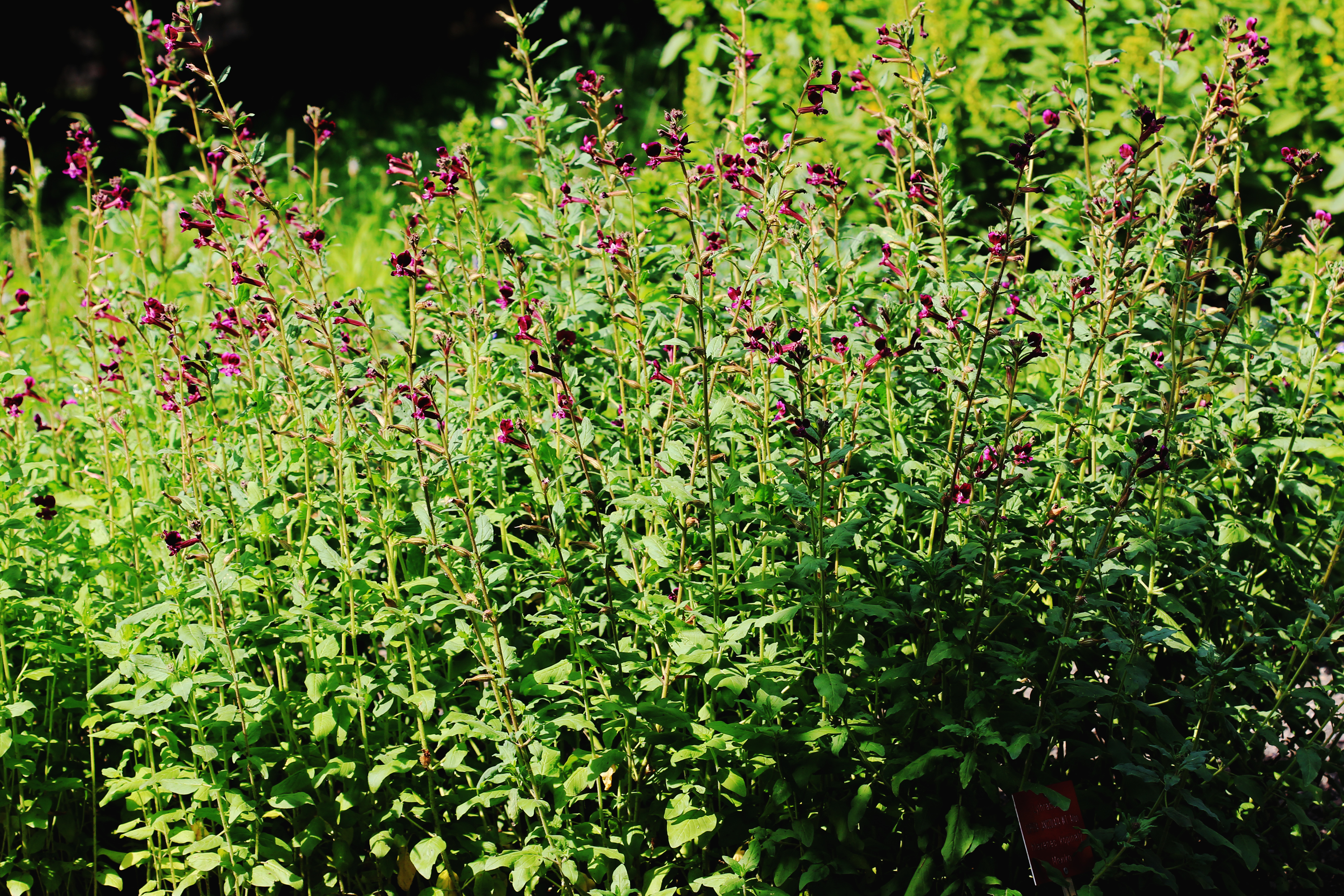